# Бергиус, Петер Юнас

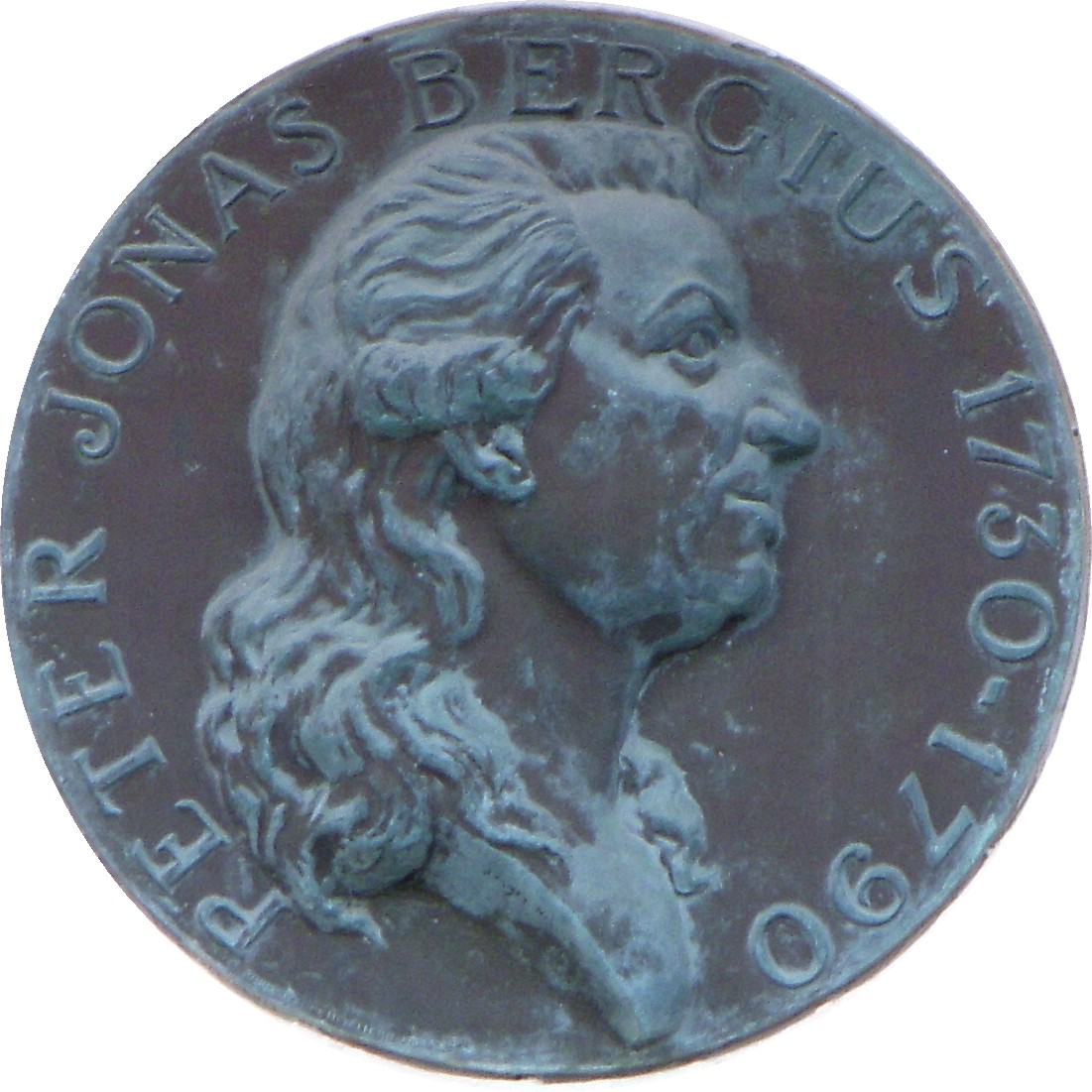
Петер Юнас Бергиус

Петер Юнас Бергиус (швед. Peter Jonas Bergius, 6 июля 1730 — 10 июля 1790) — шведский ботаник, врач и донор.
Член Лондонского королевского общества (1770), почётный член Петербургской Академии наук (1776).

## Биография
Петер Юнас Бергиус родился 6 июля 1730 года.
В 1746 году в возрасте шестнадцати лет Бергиус стал студентом в Лунде.
Ученик Карла Линнея. Защитил под его руководством в Уппсальском университете в 1750 году диссертацию Semina Muscorum Detecta, которая позже была издана во втором томе собрания диссертаций Amoenitates Academicae.
Бергиус завещал Академии наук в Стокгольме свою библиотеку и свой ботанический сад (Bergianska trädgården).
Петер Юнас Бергиус умер в Стокгольме 10 июля 1790 года.

## Научная деятельность
Петер Юнас Бергиус специализировался на папоротниковидных и на семенных растениях.

## Научные работы
- Materia Medica e Regno Vegetabili P. J. Bergius, 2 volúmenes, 1778, 2ª edic[8]. 1782.
- Descriptiones plantarum ex Capite Bonae Spei :  [лат.]. — Stockholm, 1767.

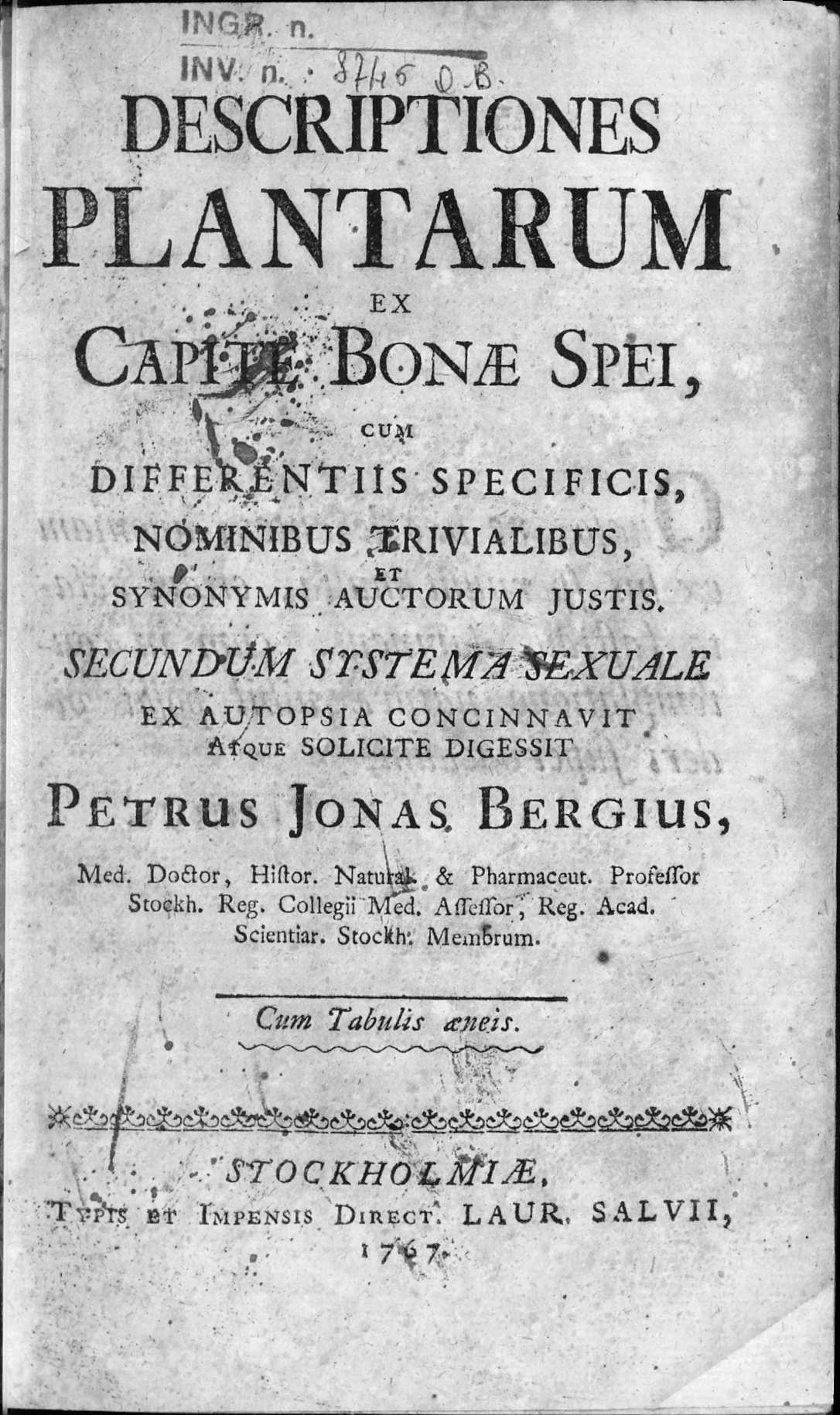
Descriptiones plantarum ex Capite Bonae Spei, 1767

## Почести
Карл Линней в 1771 году в работе «Mantissa Plantarum Altera» назвал в его честь род растений Bergia, относимый к семейству Повойничковые (Elatinaceae).